# Hanau-Wolfgang
Wolfgang ist ein Stadtteil der Stadt Hanau im hessischen Main-Kinzig-Kreis. Er liegt am östlichen Rand der Stadt und zählt etwa 8.300 Einwohner.

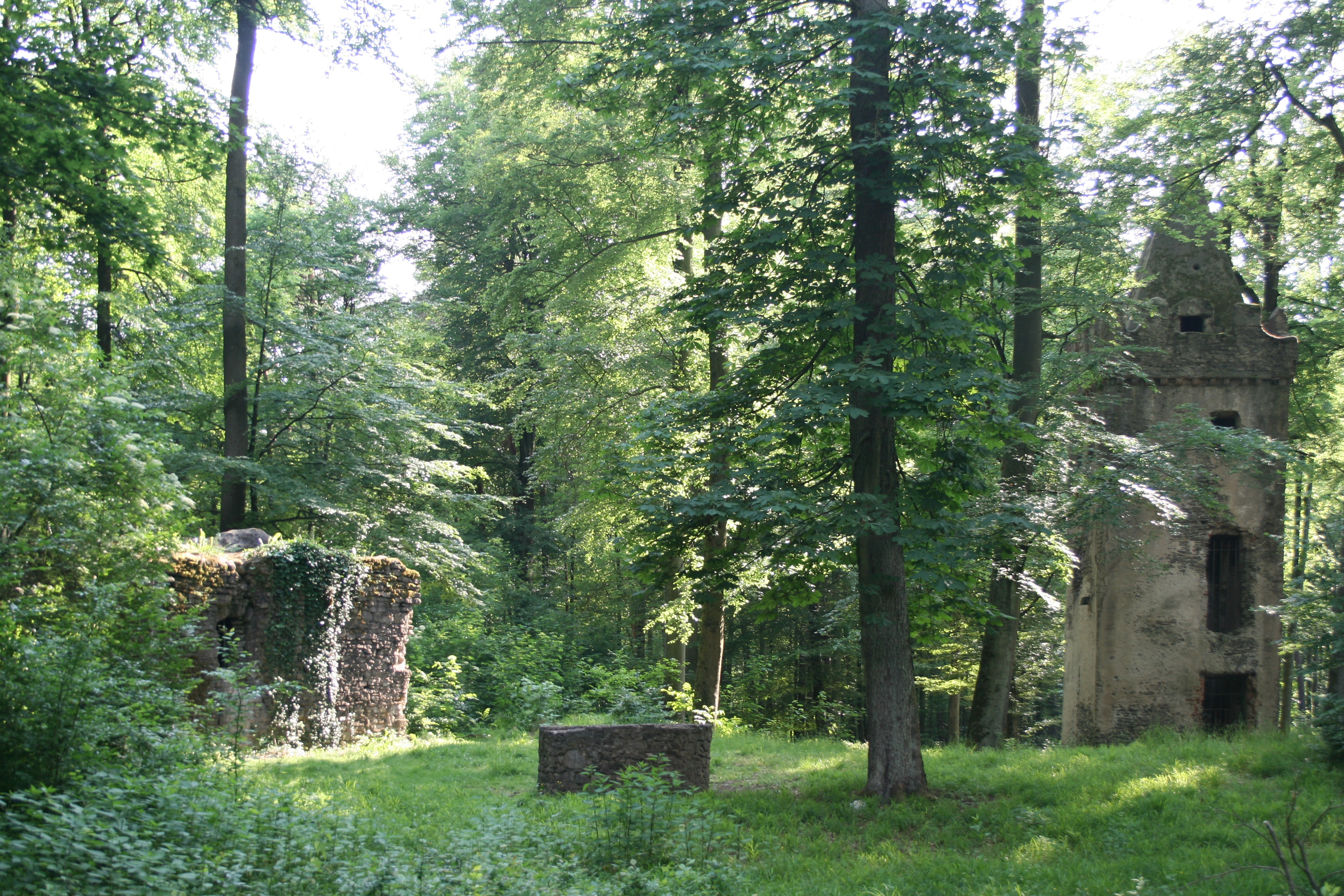
Die für den Stadtteil namensgebende Klosterruine Wolfgang

## Geschichte

### Mittelalter und frühe Neuzeit
Die Anfänge Wolfgangs gehen auf das Jahr 1468 zurück, als mitten im Bulau-Wald eine Kapelle zu Ehren des heiligen Wolfgang von Regensburg errichtet wurde. Aus der Kapelle entstand um 1490 das Servitenkloster St. Wolfgang, das im Bauernkrieg 1525 zerstört wurde. Damit endete die erst kurze Geschichte Wolfgangs für fast 200 Jahre.
In den Jahren 1635/36 ließ der kaiserliche General Lamboy während der Belagerung der Festung Hanau im Dreißigjährigen Krieg in der heutigen Gemarkung von Wolfgang eine Belagerungsschanze errichten. Geringe Reste davon sind als flacher Erdhügel noch auf einem Grünstreifen an der Ecke Schanzenstraße/August-Bebel-Straße erhalten.
1715 ließ Graf Johann Reinhard III. von Hanau in der Nähe der Ruine des ehemaligen Klosters St. Wolfgang das Jagdhaus Hanau errichten, das 1868 zur Oberförsterei erhoben wurde, das heutige Hessische Forstamt Wolfgang. 1838 wählte Clemens Brentano die Klosterruine als Schauplatz für sein Märchen Gockel, Hinkel und Gackeleia.
Zwischen 1839 und 1861 befand sich in der Lehrhöfer Heide auf dem Gelände der späteren Argonner-Kaserne das Hochgericht Hanau.

### Pulverfabrik
1880 wurde die Pulverfabrik Wolfgang errichtet, zu der Betriebs- und Wohngebäude gehörten. Aufgrund der wirtschaftlichen Bedeutung der Fabrik wurde Wolfgang 1885 zum Gutsbezirk im Landkreis Hanau erhoben. Am Ende des Ersten Weltkriegs beschäftigte die Pulverfabrik 5000 Personen. Die Fabrik musste mit dem Kriegsende die Produktion der dort hergestellten Schießbaumwolle einstellen. Auf dem Gelände siedelte sich Kunstlederherstellung und Petrochemie an. Wolfgang entwickelte sich in der Folge zu einem bedeutenden Industriestandort am Rande Hanaus, unter anderem als Standort der Degussa (Industriepark Wolfgang).

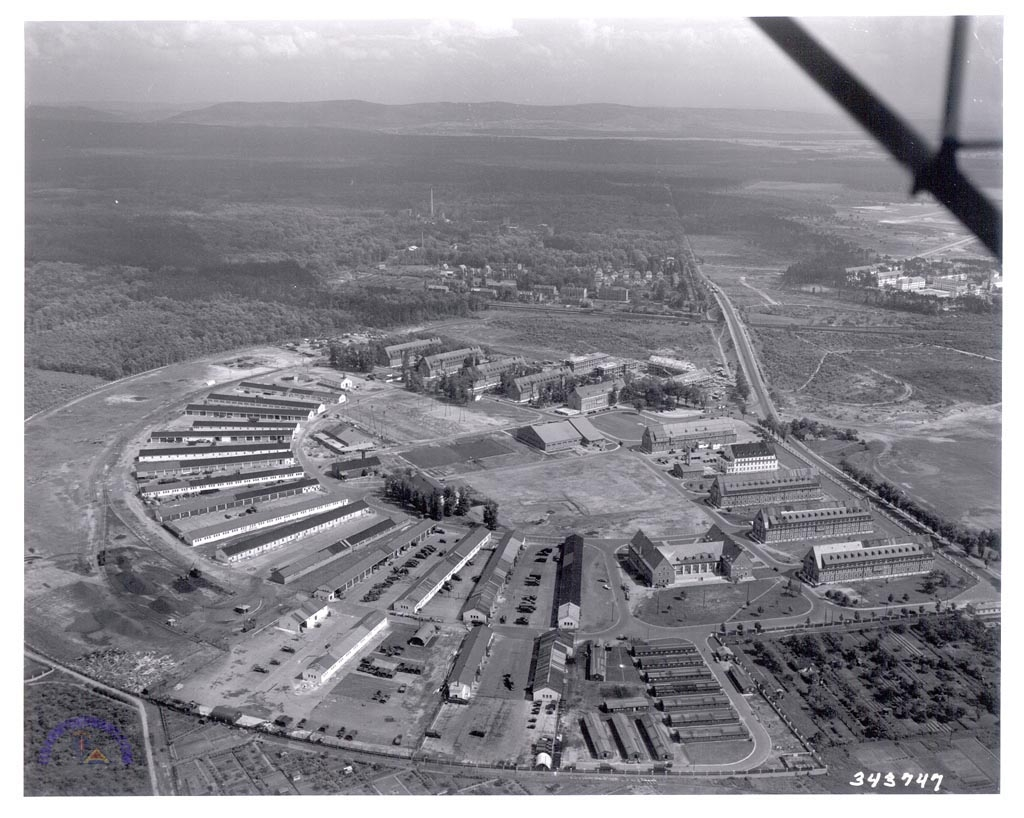
Pioneer-Kaserne, Luftbild 1950, im Hintergrund die Wohnsiedlung Wolfgang

### Militärstandort
Schon bald nach der Besetzung des demilitarisierten Rheinlandes bekam Wolfgang eine größere Militärgarnison: 1936/37 wurde südwestlich der Wohnsiedlung die Argonner-Kaserne gebaut, 1938/39 die Pionier-Kaserne westlich der Hanau-Bebraer Bahn. Besonders markant ist die Fächerform der Pionier-Kaserne mit weitläufigen Freiflächen zum Abstellen von Fahrzeugen und eigenem Anschluss an die Bahnlinie.
Die nur geringfügig beschädigten Kasernen wurden nach dem Zweiten Weltkrieg von der US-Army übernommen und erweitert (Pioneer-housing, Wolfgang-Kaserne), wobei die Benennung weitgehend bestehen blieb. Der Name der Argonner-Kasernen war aber vorbelastet, da er in der NS-Zeit gewählt wurde, um an die Kämpfe des Ersten Weltkriegs im Argonnerwald zu erinnern. Allerdings war auch die Maas-Argonnen-Offensive der größte Sieg für die US-amerikanischen Expeditionsstreitkräfte im Ersten Weltkrieg.
Wolfgang wurde als Teil der bis zu 20.000 Militärpersonen zählenden US-Garnison in Hanau in der Nachkriegszeit ganz wesentlich durch die Amerikaner geprägt. Private Kontakte zwischen Deutschen und Amerikanern waren allerdings unterhalb der Offiziersebene in späterer Zeit selten. Dies lag zum einen am Verfall des Dollarkurses, zum anderen an der großzügigen Ausstattung der Kasernen mit eigenem Community-Center, Einkaufsmöglichkeiten, Schule, Krankenstation und Sportanlagen, weshalb die Amerikaner ihr Leben zunehmend auf die abgeschotteten Bereiche der Kasernen und Housing Areas beschränkten. Die letzten Einheiten wurden 2008 abgezogen.

### Eigenständige Gemeinde Wolfgang
Der Gutsbezirk wurde zum 15. November 1928 aufgelöst. Der Hanauer Oberbürgermeister Kurt Blaum hätte das Gebiet bereits zur damaligen Zeit gerne nach Hanau eingemeindet. Es setzte sich jedoch der Landrat Eugen Kaiser durch, der vorschlug, die zwischenzeitlich entstandene Wohnsiedlung mit der ehemaligen Pulverfabrik und der Oberförsterei zur eigenständigen Gemeinde Wolfgang zu vereinigen.
1967 wurde die Lutherkirche erbaut.
Im Vorfeld der Gebietsreform in Hessen schloss sich Wolfgang am 31. Dezember 1971 mit dem Nachbarort Großauheim zusammen. Dieser wurde am 1. Juli 1974 durch Gesetz in die Stadt Hanau eingegliedert.

### Das „Atomdorf“
In den 1980er Jahren wurde Wolfgang bundesweit als Standort umstrittener Nuklearanlagen bekannt. Das „Hanauer Atomdorf“ war die größte europäische Ansammlung von Nuklearfirmen. Hier hatten Unternehmen wie Alkem (Alpha-Chemie und -Metallurgie), Nukem, Reaktor-Brennelement-Union (RBU) oder Transnuklear ihren Sitz. Am Streit um die Hanauer Nuklearbetriebe scheiterte 1987 die hessische Regierung Börner, die erste rot-grüne Landesregierung in Deutschland.
Das hessische Umweltministerium der folgenden CDU-geführten Regierung Wallmann untersagte im selben Jahr aufgrund von Sicherheitsmängeln den Weiterbetrieb der Nukem-Anlagen. Nach Skandalen um Atommülltransporte entzog das Bundesumweltministerium wenig später der Transnuklear die Konzession. ALKEM und der RBU hatten nicht nach einer Novelle des Atomgesetzes im Jahr 1975 die erforderliche Genehmigung beantragt, die Genehmigungsverfahren kamen jedoch kaum voran. Obwohl der Weiterbetrieb durch eine Übergangsvorschrift im Gesetz erlaubt war, führte die Staatsanwaltschaft Hanau strafrechtliche Verfahren wegen des „Illegalen Betriebs einer Atomanlage“ gegen die Geschäftsführungen und die Beamten der Genehmigungsbehörde durch. Unter Leitung des Staatssekretärs des hessischen Umweltministeriums, Manfred Popp, wurden deshalb die Genehmigungsverfahren straff koordiniert und bis Anfang 1991 zum Abschluss gebracht.
Die Verarbeitung von Plutonium in Wolfgang wurde 1991 auf Anweisung des damaligen hessischen Umweltministers Joschka Fischer eingestellt. Die Siemens-Töchter Alkem und RBU verlegten 1995 die Produktion von Kernbrennstäben an andere Standorte.
Die Stadt Hanau versucht, das ehemalige „Atomdorf“ und den heutigen „Industriepark“ als Standort für High-Tech-Industrien zu etablieren und sich vom Image der Nuklearbranche zu befreien. Derzeit versucht die Daher Nuclear Technologies neben den zwei vorhandenen Zwischenlagern für schwachen und mittelstarken Atommüll ein drittes zu errichten. Der erste Antrag aus dem Jahr 2009 scheiterte daran, dass die Stadt Hanau die Baugenehmigung auf Grund von Planungsmängeln verweigerte, eine Klage durch alle Instanzen bis zum Bundesverwaltungsgericht blieb erfolglos. Daraufhin stellte die Firma im April 2011 einen überarbeiteten Antrag auf Erteilung einer Baugenehmigung für das Zwischenlager, den die Stadt Hanau 2013 wiederum zurückwies, weil der Bebauungsplan ein nukleares Zwischenlager nicht zuließe. Das Verwaltungsgericht Frankfurt am Main gab im Januar 2018 einer Klage der Daher Nuclear Technologies gegen die Versagung der Baugenehmigung statt, der Hessische Verwaltungsgerichtshof wies auf die Berufung der Stadt Hanau im Februar 2020 die Klage ab, ließ aber die Revision zum Bundesverwaltungsgericht wegen grundsätzlicher Bedeutung der Rechtssache zu. Die Revision des Unternehmens blieb erfolglos.
Im Jahr 2002 wurden in Hanauer Wohngebieten und im Wald um Hanau-Wolfgang radioaktive Mikropartikel aus Plutonium, Americium und Curium gefunden. Daraufhin kam es zu staatsanwaltlichen Ermittlungen, die aber im Sande verliefen. Es wurde verkündet, dass von den Pac-Kügelchen, die auch im Leukämiecluster Elbmarsch gefunden wurden, keine Gefahr ausgehe. Von Seiten atomkritischer Organisationen wird den hessischen Behörden die Vertuschung eines Atomunfalls in Hanau-Wolfgang vorgeworfen.
Am 26. Februar 2010 wurde die Gemarkungsgrenze von Wolfgang geändert, sodass nunmehr auch die ehemalige Middle School auf Wolfgänger Gemarkung liegt. Dadurch wuchs die Fläche um 22,3 Hektar auf 1819 Hektar.

## Bevölkerung

### Einwohnerstruktur 2011
Nach den Erhebungen des Zensus 2011 lebten am Stichtag dem 9. Mai 2011 in Wolfgang 1755 Einwohner. Darunter waren 450 (25,6 %) Ausländer.
Nach dem Lebensalter waren 402 Einwohner unter 18 Jahren, 831 zwischen 18 und 49, 270 zwischen 50 und 64 und 255 Einwohner waren älter. Die Einwohner lebten in 669 Haushalten. Davon waren 210 Singlehaushalte, 159 Paare ohne Kinder und 225 Paare mit Kindern, sowie 48 Alleinerziehende und 27 Wohngemeinschaften. In 105 Haushalten lebten ausschließlich Senioren und in 483 Haushaltungen lebten keine Senioren.

### Einwohnerentwicklung
| Wolfgang: Einwohnerzahlen von 1871 bis 2023 | Wolfgang: Einwohnerzahlen von 1871 bis 2023 | Wolfgang: Einwohnerzahlen von 1871 bis 2023 | Wolfgang: Einwohnerzahlen von 1871 bis 2023 | Wolfgang: Einwohnerzahlen von 1871 bis 2023 |
| --- | ------------------------------------------- | ------------------------------------------- | ------------------------------------------- | ------------------------------------------- |
| Jahr |                                             |                                             |                                             | Einwohner                                   |
| 1871 | 1871                                        |                                             | 14                                          | 14                                          |
| 1875 | 1875                                        |                                             | 101                                         | 101                                         |
| 1885 | 1885                                        |                                             | 308                                         | 308                                         |
| 1895 | 1895                                        |                                             | 406                                         | 406                                         |
| 1905 | 1905                                        |                                             | 350                                         | 350                                         |
| 1910 | 1910                                        |                                             | 371                                         | 371                                         |
| 1925 | 1925                                        |                                             | 318                                         | 318                                         |
| 1939 | 1939                                        |                                             | 1.185                                       | 1.185                                       |
| 1946 | 1946                                        |                                             | 584                                         | 584                                         |
| 1950 | 1950                                        |                                             | 753                                         | 753                                         |
| 1956 | 1956                                        |                                             | 1.057                                       | 1.057                                       |
| 1961 | 1961                                        |                                             | 1.411                                       | 1.411                                       |
| 1967 | 1967                                        |                                             | 1.868                                       | 1.868                                       |
| 1970 | 1970                                        |                                             | 1.856                                       | 1.856                                       |
| 1980 | 1980                                        |                                             | ?                                           | ?                                           |
| 1990 | 1990                                        |                                             | ?                                           | ?                                           |
| 2000 | 2000                                        |                                             | ?                                           | ?                                           |
| 2011 | 2011                                        |                                             | 1.755                                       | 1.755                                       |
| 2021 | 2021                                        |                                             | 5.758                                       | 5.758                                       |
| 2022 | 2022                                        |                                             | 7.296                                       | 7.296                                       |
| 2023 | 2023                                        |                                             | 8.316                                       | 8.316                                       |
| Datenquelle: Historisches Gemeindeverzeichnis für Hessen: Die Bevölkerung der Gemeinden 1834 bis 1967. Wiesbaden: Hessisches Statistisches Landesamt, 1968. Weitere Quellen: LAGIS; Stadt Hanau; Zensus 2011 |                                             |                                             |                                             |                                             |

## Politik

### Ortsbeirat
Wolfgang bildet mit dem Nachbarort Großauheim einen gemeinsamen Ortsbezirk mit Ortsbeirat. Ortsvorsteher von Großauheim/Wolfgang ist seit April 2016 der in Wolfgang geborene Reiner Dunkel (SPD)

### Wappen
Blasonierung: „Im gespaltenen Schild rechts in Blau eine unterhalb der Blüte goldgekrönte, silberne Lilie mit goldenen Blütenstempeln, links in Gold drei rote Sparren.“
Das Wappen wurde der Gemeinde Wolfgang am 31. Januar 1967 durch das Hessische Innenministerium genehmigt. Gestaltet wurde es durch den Bad Nauheimer Heraldiker Heinz Ritt.
Die roten Sparren auf Gold stammen aus dem Wappen der Grafschaft Hanau, die gekrönte Lilie aus dem Wappen des Klosters Wolfgang.

### Flagge
Am 10. November 1970 wurde der Gemeinde Wolfgang durch das Innenministerium auch eine Flagge genehmigt, die wie folgt beschrieben wird:
„Die Flagge zeigt die beiden Farben Gelb und Rot, im oberen Viertel verwechselt und im Schnittpunkt belegt mit dem Wappen der Gemeinde.“

## Kultur und Sehenswürdigkeiten
- Wolfgang liegt direkt am naturbelassenen Auewaldgebiet der Bulau.
- Im Wolfgänger Wald befinden sich gut erhaltene Abschnitte des Obergermanisch-Raetischen Limes mit dem Kleinkastell Neuwirtshaus. Der Limeswall ist noch bis zu einem halben Meter hoch erkennbar und stellt damit einen der am besten erhaltenen Teile der östlichen Wetteraustrecke dar.
- Von der Klosterruine St. Wolfgang sind noch ein Turm sowie Teile der Klosterkirche sichtbar.
- In Nachbarschaft der Klosterruine befindet sich das Jagdschloss Wolfgang, heute Forstamt Wolfgang, mit der Hessischen Samendarre und einem Waldladen.
- Im Konversionsgebiet der ehemaligen Old Argonner-Kaserne befindet sich das Schafott des Hanauer Hochgerichts.

## Wirtschaft und Infrastruktur

### Bildung
Lange Zeit die einzige Schule in Wolfgang war die 1967 gegründete Robinsonschule, eine Grundschule in der Parkstraße inmitten der Wohnsiedlung von Wolfgang. 2010 entstand in den Räumlichkeiten der ehemaligen Elementary School auf dem Gelände der Old Argonner-Kaserne die Förderschule Elisabeth-Schmitz-Schule. Aufgrund von Platzmangels durch steigende Schülerzahlen zog die Robinsonschule zum Schuljahresbeginn 2014/2015 ebenfalls in die ehemalige Elementary School um.
Weiterführende Schulen sind im nahen Großauheim vorhanden.

### Verkehr
Wolfgang wird von der autobahnähnlich ausgebauten Bundesstraße 43a durchzogen und ist über eine Anschlussstelle mit dieser verbunden. Über diese besteht Anschluss an die nahen Bundesautobahnen 66, 45 und 3. Die ehemaligen Bundesstraßen 8 (Aschaffenburger Straße) und 43 (Rodenbacher Chaussee) wurden im Ortsgebiet abgestuft.
Die Hanauer Straßenbahn AG bedient den Stadtteil mit Bussen der Linie 6 sowie in der Hauptverkehrszeit der Linie 11 und bei Nachtzeiten die Linie 8.
Wolfgang besitzt einen Bahnhof an der Kinzigtalbahn, der stündlich von Regionalbahnen angefahren wird. Während des Ersten Weltkriegs wurden die Bahnhofsschilder entfernt, um die Spionage gegen die Pulverfabrik Wolfgang zu erschweren.

### Konversion
Mit der Umwandlung der Militärflächen und Wohngebiete nach dem Abzug der Amerikanischen Streitkräfte seit 2008 ergibt sich für den Stadtteil ein großes Wachstumspotential. Mit der Pioneer-Kaserne, Pioneer-housing, New Argonner, Old Argonner und Wolfgang-Kaserne (früher PX) befinden sich fünf größere, zuvor militärisch genutzte Areale ganz oder teilweise auf Wolfgänger Gemarkung. Nach dem Erwerb von der BImA wandelt die Stadt Hanau diese Konversionsflächen, teilweise zusammen mit Investoren, in Wohn- und Gewerbegebiete um. Auf dem benachbarten, sehr naturbelassenen ehemaligen Trainingsgelände der Army (Campo Pond) werden Przewalski-Pferde für ein Auswilderungsprojekt gehalten.
Auf dem Gebiet der ehemaligen New Argonner-Kaserne entstand das neue Wohngebiet Argonnerpark mit 1000 Einwohnern sowie einem Einkaufszentrum. Eine ähnliche Nutzung der Old Argonner-Kaserne ist geplant, bisher wird lediglich die ehemalige Elementary School als Sonderschule genutzt. Die nördlich der ehemaligen B8 befindliche Pioneer-Kaserne steht bisher noch leer, hier ist eine Ansiedlung von Wohn- und Gewerbeflächen geplant und bereits im Umbau. „Das Pioneer-Areal ist mit seinen rund 50 Hektar nicht nur die größte zu entwickelnde Fläche Hanaus, sondern zugleich ein Vorreiterprojekt in der Konversion von brachliegenden Militärliegenschaften zu urbanem, durch die Bevölkerung genutztem Wohnraum.“ Die auf der anderen Straßenseite befindliche Pioneer Housing Area soll aufgrund der ungünstigen Lage zwischen Schnellstraße, Bahnstrecke, Industriegebiet und Einflugschneise abgerissen werden. Lediglich das dort vorhandene Heizwerk wird von den Stadtwerken Hanau weiterbetrieben. Aktuell werden ein Teil der Wohnblocks der ehemaligen Sportsfield Housing als Flüchtlingsunterkünfte genutzt, in der rund 850 Flüchtlinge untergebracht sind.

### Industriepark
Auf dem Gelände der ehemaligen Pulverfabrik entwickelte sich ein Standort für zahlreiche Technologiebetriebe mit einer Größe von 82 ha. Nach dem Wegzug der meisten Nuklearbetriebe versucht die Stadt Hanau, diese Entwicklung zu unterstützen, etwa durch die Ansiedlung eines Technologie- und Gründerzentrums (1997–2013). 2014 wurde die Ansiedlung einer Projektgruppe für Wertstoffkreisläufe und Ressourcenstrategie der Fraunhofer-Gesellschaft auf dem Gelände der Wolfgang-Kaserne in direkter Nachbarschaft des Industrieparks beschlossen.
Der Industriepark wird heute von Evonik Industries betrieben. Über 5000 Beschäftigte der Bereiche Materialtechnologie, Chemie und Pharmazie verteilen sich auf zwölf Unternehmen, darunter Umicore und DeguDent, die wie Evonik aus früheren Degussa-Unternehmen hervorgegangen sind.

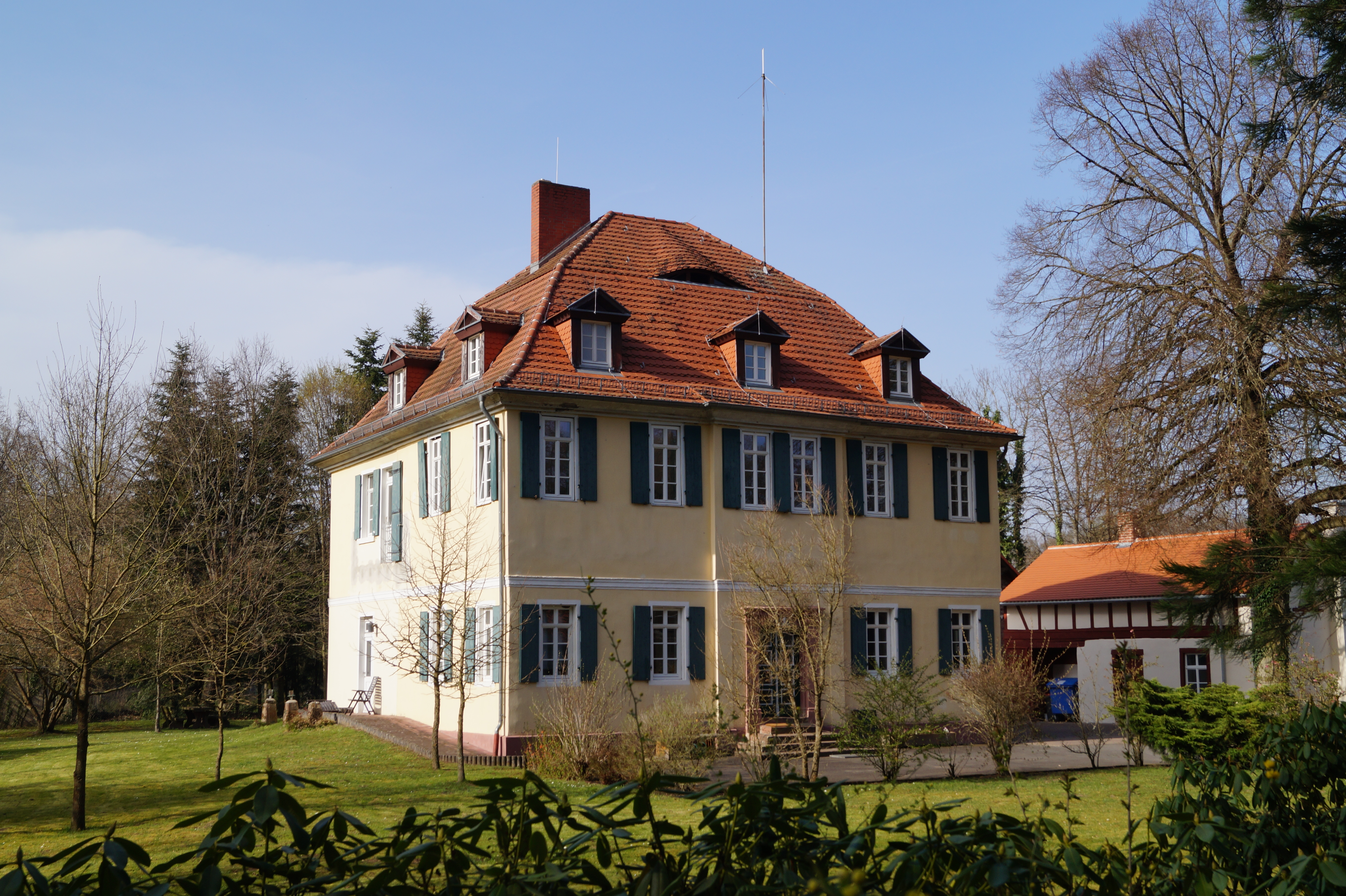
Jagdschloss Wolfgang, heute Hessisches Forstamt